# Paratomoxia agathae
Paratomoxia agathae is een keversoort uit de familie spartelkevers (Mordellidae). De wetenschappelijke naam van de soort is voor het eerst geldig gepubliceerd in 1990 door Batten.